# Naoki Hamaguchi
Naoki Hamaguchi (浜口直樹, Naoki Hamaguchi) est un créateur de jeu vidéo japonais travaillant pour la société Square Enix. 

## Biographie
Entré chez Square en 2006, il contribue aux effets visuels de Final Fantasy XII avant d'être assigné à l'équipe de développement du Cristal Tool, moteur utilisé par les jeux de la trilogie Final Fantasy XIII ainsi que Final Fantasy XIV, jeux sur lesquels il travaille en tant que programmeur.
Il dirige le projet du jeu mobile Mobius Final Fantasy produit par Yoshinori Kitase qui l'assigne par la suite au game design et la programmation de Final Fantasy VII Remake. Il est promu co-réalisateur de celui-ci en 2017 lors du retour total du projet en interne anciennement co-développé par Cyberconnect2. Tetsuya Nomura le réalisateur du remake, lui confie la réalisation de Final Fantasy VII Rebirth et sa suite sur lesquels il devient directeur créatif.

## Travaux
- 2006 : Final Fantasy XII, effets visuels
- 2009 : Final Fantasy XIII, programmeur principal des cinématiques, programmeur moteur[1]
- 2010 : Final Fantasy XIV, programmeur client
- 2011 : Final Fantasy XIII-2, lead programmeur moteur[2]
- 2013 : Lightning Returns: Final Fantasy XIII, programmeur principal[3]
- 2015 : Mobius Final Fantasy, concepteur[4]
- 2020 : Final Fantasy VII Remake, codirecteur (game design/programmation)[5]
- 2021 : Final Fantasy VII Intergrade, codirecteur (game design/programmation)
- 2024 : Final Fantasy VII Rebirth, directeur[6]